# Brush Creek (Oklahoma)
Brush Creek – jednostka osadnicza w Stanach Zjednoczonych, w stanie Oklahoma, w hrabstwie Delaware.